# Dembéni
Dembéni – miasto na Komorach, na wyspie Wielki Komor.